# Чимінна
Чимінна (італ. Ciminna, сиц. Ciminna) — муніципалітет в Італії, у регіоні Сицилія,  метрополійне місто Палермо.
Чимінна розташована на відстані близько 460 км на південь від Рима, 30 км на південний схід від Палермо.
Населення — 3805 осіб (2014).
Щорічний фестиваль відбувається першої неділі вересня. Покровитель — святий Віт martire.

## Демографія
Населення за роками:

Станом на 1 січня 2023 року в муніципалітеті офіційно проживало 50 іноземців з 10 країн, серед них 27 громадян країн Євросоюзу та 1 громадянин України.

## Сусідні муніципалітети
- Баучина
- Каккамо
- Кампофеліче-ді-Фіталія
- Меццоюзо
- Вентімілья-ді-Січилія
- Вікарі
- Віллафраті